# ミラマール宮殿
ミラマール宮殿 (バスク語: Miramar Jauregia、スペイン語: Palacio de Miramarまたはスペイン語: Palacio Municipal de Miramarまたはスペイン語: Palacio Realなど)は、スペイン・サン・セバスティアンにある英国風の宮殿。1889年にイギリスの建築家セルデン・ワーナムによって書かれた設計に基づき、1893年にスペイン王室によって建てられた。サン・セバスティアン市が所有している。

## 歴史
19世紀半ば、スペイン王室はサン・セバスティアンを夏の離宮に定め、カンタブリア海に面したこの町で夏を過ごすようになった。アルフォンソ12世（在位1875年-1885年）の王妃マリア・クリスティーナは夫との死別後、イギリスの建築家セルデン・ワーナムに宮殿の設計を依頼し、1893年にミラマール宮殿が竣工した。1920年には王子の館と呼ばれる新館が増築された。1929年にマリア・クリスティーナが死去すると、宮殿は子のアルフォンソ13世が継承した。プリモ・デ・リベーラ将軍失脚後の1931年にはアルフォンソ13世が国外亡命に追い込まれたため、1933年には建物がサン・セバスティアン市のもとに渡り、スペイン第二共和政の間は教育や文化的目的のために利用された。フランシスコ・フランコ政権時に再びスペイン王室が所有者となり、アルフォンソ13世の子どもたち、主にバルセロナ伯フアンが手にした。フアンは宮殿の敷地を徐々に売却し、80,000m2以上あった敷地は34,136m2にまで縮小した。1972年にはサン・セバスティアン市が建物と敷地を買収し、市立ミラマール宮殿となった。現在、宮殿とその庭園は一般公開されている。バスク大学が宮殿内で夏期コースを開設し、また、宮殿内にはムシケネ（バスク音楽高等学院）の本部が置かれている。

## 建築
ミラマール宮殿は純英国風の建築であり、その装飾にはネオゴシック建築の要素を持っている。音楽室、サロン、王立図書館、食堂などは往時のまま残されているが、残りの部分はサン・セバスティアン市が購入後に改装した。2007年には塔が復元された。宮殿はラ・コンチャ湾のすぐそばにあり、サン・セバスティアンでもっとも美しい景観のひとつを形成している。宮殿内や庭園からは湾やサンタ・クララ島を一望できる。建築家のセルデン・ワーナムはフランスのビアリッツやサン＝ジャン＝ド＝リュズでもいくつかの建物の設計を手掛けている。庭園は庭師のPierre Ducasseが担当したが、Ducasseはサン・セバスティアンでアイエテ宮殿やギプスコア広場の庭園も担当している。

## ギャラリー

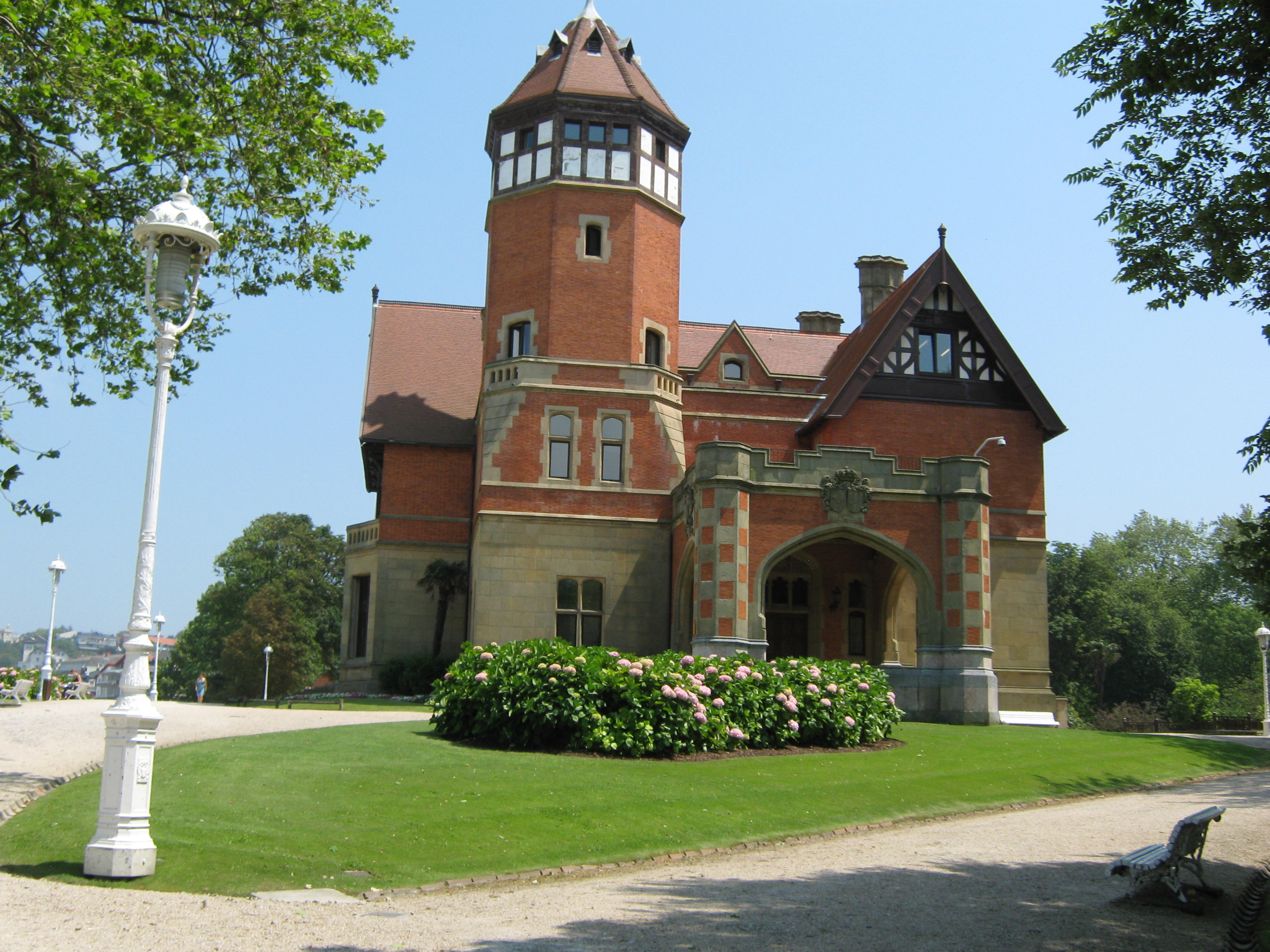
ミラマール宮殿
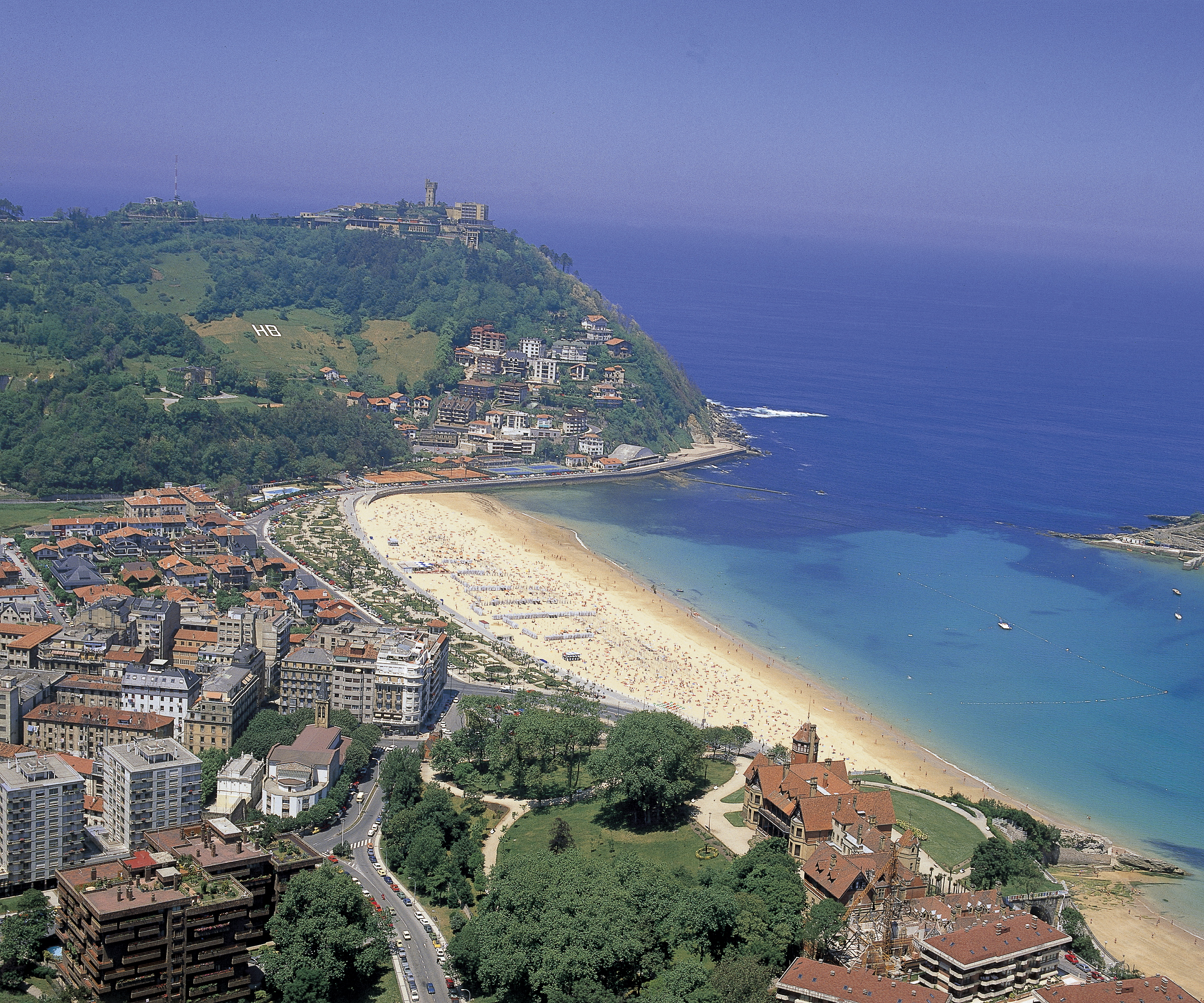
宮殿（右手前）とモンテ・イゲルド（奥）
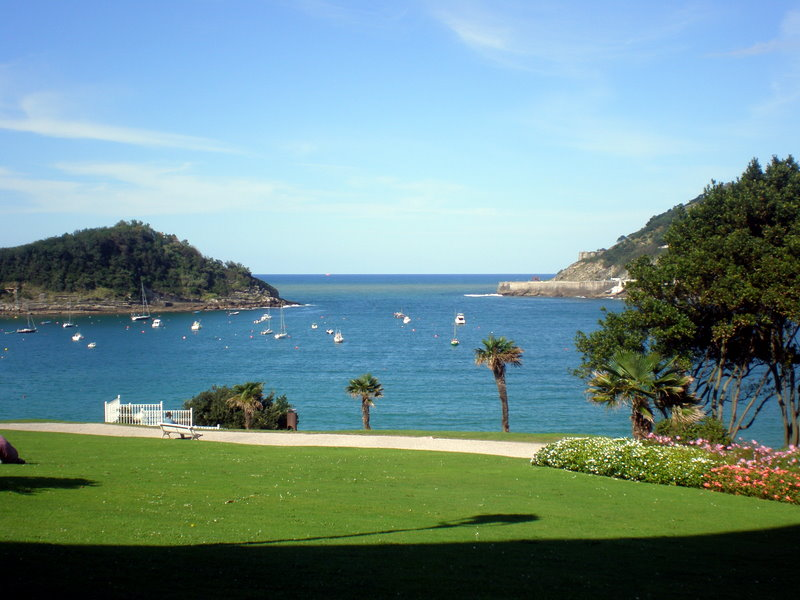
敷地内から見たラ・コンチャ湾
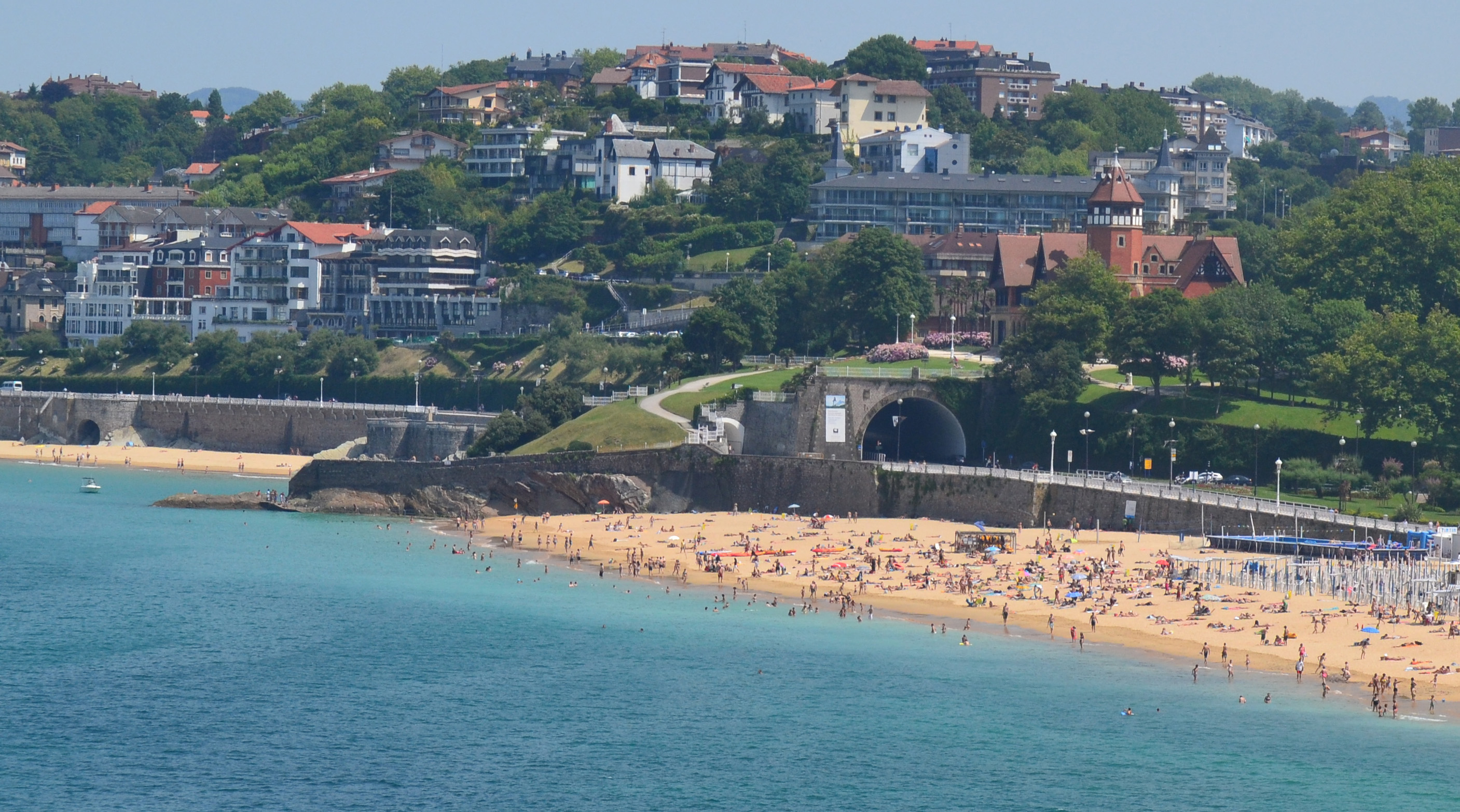
ラ・オンダレータ海岸と宮殿（中央右の赤屋根）